# Pico das Seis
O Pico das Seis é uma elevação portuguesa localizada na freguesia açoriana das Cinco Ribeiras, concelho de Angra do Heroísmo, ilha Terceira, arquipélago dos Açores.
Esta formação geológica encontra-se geograficamente localizado na parte Sudoeste da ilha Terceira, eleva-se a 276 metros de altitude acima do nível do mar e encontra-se intimamente relacionado com a formação geológica dos contrafortes do vulcão que dá origem à Serra de Santa Bárbara do qual faz parte, fazendo com esta montanha parte da maior formação geológica da ilha Terceira que se eleva a 1021 metros acima do nível do mar e faz parte do conjunto montanhoso denominado como Serra de Santa Bárbara.
Nas imediações desta formação encontra-se o Pico da Praia.